# سینتا
سینتا (به لاتین: Sinta, Cyprus) یک منطقهٔ مسکونی در قبرس است که در ناحیه فاماگوستا واقع شده‌است.

## خصوصیات
سینتا ۲٬۸۹۳ نفر جمعیت دارد.